# Luigi Ferraris (dirigente d'azienda)
Luigi Ferraris (Legnano, 23 febbraio 1962) è un dirigente d'azienda italiano, è stato amministratore delegato di FiberCop dal 1º luglio 2024 al 23 gennaio 2025.

## Biografia
Laureatosi in Economia Politica presso l’Università di Genova, Ferraris ha iniziato la sua carriera come auditor in PriceWaterhouse nel 1988. Nei seguenti 8 anni intraprenderà un percorso che lo porterà a ricoprire ruoli manageriali differenti in Agusta, Piaggio VE, Sasib Beverage, Elsag Bailey Process Automation.
Nel 1998 è stato nominato Chief Financial Officer (CFO) di Elsacom, società del Gruppo Finmeccanica operante nel campo delle comunicazioni satellitari. A partire dall’anno successivo ha ricoperto lo stesso ruolo fino al 2001 in Enel, per le società Eurogen, Elettrogen e Interpower.
In Enel fino al 2015 Luigi Ferraris è passato dalla direzione della funzione pianificazione e controllo all’essere nominato CFO del gruppo nel 2009, anno in cui diviene anche presidente di Enel Green Power, dopo averne guidato la quotazione.
Nel corso dell’ultimo anno in Enel ha assunto l’incarico di responsabile dell'area America Latina e CEO della società cilena Enersis S.A.
Dal febbraio 2015, fino alla sua nomina in Terna, è stato Chief Financial Officer per il Gruppo Poste Italiane di cui ha seguito la quotazione in borsa, consigliere di amministrazione sia di Banca del Mezzogiorno-Mediocredito Centrale, sia di ERG.
Il 26 maggio 2021 diventa amministratore delegato delle Ferrovie dello Stato, dopo esserne stato nominato consigliere dal Ministero dell'Economia e delle Finanze.
Il 13 dicembre 2023 Luigi Ferraris è stato nominato nuovo Presidente della Regione Europa, per il periodo 2024-2025, dall’Assemblea Regionale UIC Europa (International Union of Railways), subentrando a Martin Frobisher di Network Rail. Rimane alla guida delle Ferrovie dello Stato fino a giugno 2024, quando viene nominato amministratore delegato di FiberCop, incarico che mantiene fino al 23 gennaio 2025.
Inoltre, insegna Corporate Strategy presso l’Università Luiss Guido Carli di Roma. Nello stesso ateneo è anche titolare della cattedra di Planning and Control, Sistemi di controllo di Gestione ed Energy management (nell’ambito del Master in Business Administration).

## Premi e riconoscimenti
- Manager dell'anno (Manager Utility 2010 – Energia)[19]
- Manager dell'anno (Manager Utility 2018 – Energia)[20][21][22]
- Premio Tiepolo 2022 (per il contribuito a migliorare le relazioni economico-commerciali tra Italia e Spagna)[23]
- Premio Italia Informa 2023[24]